# Flaviporus xanthus
Flaviporus xanthus är en svampart som beskrevs av A. David & Rajchenb. 1992. Flaviporus xanthus ingår i släktet Flaviporus och familjen Meruliaceae.   Inga underarter finns listade i Catalogue of Life.